# DJ Eric Industry, Vol. 4: The Return
DJ Eric Industry, Vol. 4: The Return es cuarto álbum de compilaciones de DJ Eric. Cuenta con MC Ceja, Polaco, Lito MC Cassidy, César "TNT" Farrait, y mucho más. Fue lanzado en su propio sello MadYatch Records.
En 2020, llegó a las plataformas digitales en colaboración con JN Music Group.

## Lista de canciones
| #  | Título                  | Artistas            |
| -- | ----------------------- | ------------------- |
| 01 | "Intro (Estós Piratas)" | MC Ceja             |
| 02 | "No Paciencia"          | MC Ceja             |
| 03 | "Enterralos"            | Polaco              |
| 04 | "Dale Rewind"           | Felo Man            |
| 05 | "Por Que"               | TNT                 |
| 06 | "Yale Dime Por Que"     | Lito MC Cassidy     |
| 07 | Interlude               |                     |
| 08 | "Don Federico"          | Don Chezina         |
| 09 | "Si Ellas Es Fácil "    | Panty Man           |
| 10 | "No Hablas No"          | Baby Banton         |
| 11 | "Desde La Prisión "     | Blanko Flake        |
| 12 | "Confinados"            | Double Flavor       |
| 13 | "Muerte Pt.3"           | MC Ceja Feat Polaco |
| 14 | "Muerte Pt.3"           | Lito MC Cassidy     |
| 15 | "Muerte Pt.3"           | TNT                 |
| 16 | "Me Introduzco Al Funk" | MC Ceja             |
| 17 | "Zorra"                 | KID                 |
| 18 | "Raggamufing"           | 3 En Mic            |
| 19 | "interlude 2 "          |                     |
| 20 | "Guillao Están"         | TNT                 |
| 21 | "Radio Version"         |                     |